# Williams FW42
O Williams FW42 é um carro de corrida de Fórmula 1 projetado por Paddy Lowe para a equipe ROKiT Williams Racing, para competir no Campeonato Mundial de Fórmula 1 de 2019. O carro fez sua estreia competitiva no Grande Prêmio da Austrália de 2019, e é pilotado pelo campeão do Campeonato de Fórmula 2 da FIA de 2018, George Russell, que fez sua estreia na Fórmula 1 em 2019; e Robert Kubica, que retornou para sua primeira temporada de corridas na Fórmula 1 desde 2010, depois de se recuperar de lesões com risco de vida sofridas em um acidente de carro no início de 2011. 

## Desenvolvimento e testes
O FW42 foi forçado a faltar os dois primeiros dias de testes de pré-temporada, já que o carro não havia sido concluído a tempo, além de uma mudança na paletas de cores do carro, por causa da saída da Martini como patrocinadora, que tirou o branco do modelo para uma divisão de branco e azul turquesa.

## Resultados da equipe na temporada de 2019
| Pos | Piloto         | Nu. | AUS | BAR | CHN | AZE | ESP | MON | CAN | FRA | AUT | GBR | ALE | HUN | BEL | ITA | SIN | RUS | JAP | EUA | MEX | BRA | ABU | Pts | Pts da Equipe | Pos da Equipe |
| --- | -------------- | --- | --- | --- | --- | --- | --- | --- | --- | --- | --- | --- | --- | --- | --- | --- | --- | --- | --- | --- | --- | --- | --- | --- | ------------- | ------------- |
| 19  | Robert Kubica  | 88  | 17  | 16  | 17  | 16  | 18  | 18  | 18  | 19  | 20  | 15  | 10  | 19  | 17  | 17  | 16  | Ret | 17  | 18  | Ret | 16  | 19  | 1   | 1             | 10º           |
| 20  | George Russell | 63  | 16  | 15  | 16  | 17  | 17  | 15  | 16  | 20  | 18  | 14  | 11  | 16  | 15  | 14  | Ret | Ret | 16  | 16  | 17  | 12  | 17  | 0   | 1             | 10º           |

Ret = Abandono